# 光叶山莓草
光叶山莓草（学名：Sibbaldia glabriuscula）是蔷薇科山莓草属的植物，为中国的特有植物。分布在中国大陆的云南等地，生长于海拔3,800米至4,300米的地区，常生于高山草地和岩石缝中，目前尚未由人工引种栽培。